# Chordeleg (kanton)
Chordeleg – kanton w Ekwadorze, w prowincji Azuay. Stolicą kantonu jest Chordeleg.